# Moja wina
Moja wina – trzeci album studyjny Kasi Lins, który ukazał się 29 maja 2020.
Płyta zawiera dwanaście autorskich utworów, które Kasia Lins napisała wraz z Karolem Łakomcem. Płyta wyprodukowana została przez Daniela Walczaka, Kasię Lins i Karola Łakomca. Wszystkie teksty na płytę zostały napisane przez Kasię Lins, z wyjątkiem piosenki Jeżeli kochasz, która powstała na bazie wiersza Marii Konopnickiej pod tym samym tytułem. To pierwsza płyta Kasi Lins w całości zawierająca teksty w języku polskim. Pierwszy singiel z płyty, Rób tak dalej, miał premierę 28 lutego 2020. Teledysk do tej piosenki powstał w Teatrze im. Słowackiego w Krakowie. Pozostałe single z tej płyty to Koniec świata i Moja wina. Płyta bazuje na koncepcji starcia sacrum i profanum, wykorzystując odwołania religijne, liturgiczne czy obrządkowe, zarówno w tekstach, muzyce, oprawie wizualnej, jak i teledyskach. Płyta spotkała się z pozytywnymi reakcjami krytyków muzycznych.

## Lista utworów
1. „Jeżeli kochasz” – 3:06
2. „Koniec świata” – 4:14
3. „Rób tak dalej” – 3:57
4. „Boże” – 4:02
5. „Jesteś krwią w mojej żyle” – 4:27
6. „Moja wina” – 4:01
7. „Śniłam, że jest spokój” – 4:54
8. „Prowadź po raju” – 2:19
9. „Morze Czerwone” – 3:59
10. „Grożą nam wojną” – 5:00
11. „Kobiety by Bukowski” – 3:36
12. „Nie syp solą” – 6:02